# Ibla cumingi
Ibla cumingi is een rankpootkreeftensoort uit de familie van de Iblidae. De wetenschappelijke naam van de soort is voor het eerst geldig gepubliceerd in 1851 door Darwin.